# Simpsonichthys auratus
Simpsonichthys auratus är en fiskart som beskrevs av Costa och Nielsen 2000. Simpsonichthys auratus ingår i släktet Simpsonichthys och familjen Rivulidae. Inga underarter finns listade i Catalogue of Life.